# Mimosa spirocarpa
Mimosa spirocarpa là một loài thực vật có hoa trong họ Đậu. Loài này được Rose miêu tả khoa học đầu tiên.